# Hemistigma
Hemistigma is een geslacht van libellen (Odonata) uit de familie van de korenbouten (Libellulidae).

## Soorten
Hemistigma omvat 3 soorten:
- Hemistigma affinis (Rambur, 1842)
- Hemistigma albipuncta (Rambur, 1842)
- Hemistigma ouvirandrae Förster, 1914